# Wiosna Ludów
Wiosna Ludów – seria ludowych zrywów rewolucyjnych i narodowych, jakie miały miejsce w Europie w latach 1848–1849. W kontekście „Wiosny Ludów” można wyróżnić trzy główne nurty:
- społeczny – dotyczący warstw społecznych chcących polepszenia warunków bytowych,
- ustrojowy – dotyczący społeczności chcących udziału w rządzeniu państwem,
- narodowy – dotyczący narodowości walczących o autonomię, niepodległość lub uznanie w danym państwie.

Wiosna Ludów objęła niemal całą Europę. Do wystąpień nie doszło w Zjednoczonym Królestwie Wielkiej Brytanii i Irlandii oraz w Imperium Rosyjskim, zaś na Półwyspie Iberyjskim doszło jedynie do wystąpień chłopskich.
Ruchy rewolucyjne w jednym państwie oddziaływały na inne narody. Informacje o wystąpieniach rozchodziły się stosunkowo szybko, prowadząc do kolejnych powstań. Można w takim wypadku mówić o rewolucji europejskiej. Wielu aktywistów Wiosny Ludów działało na terenie różnych państw i porozumiewało się ze sobą.

Zasięg wydarzeń Wiosny Ludów

## Wiosna Ludów we Francji

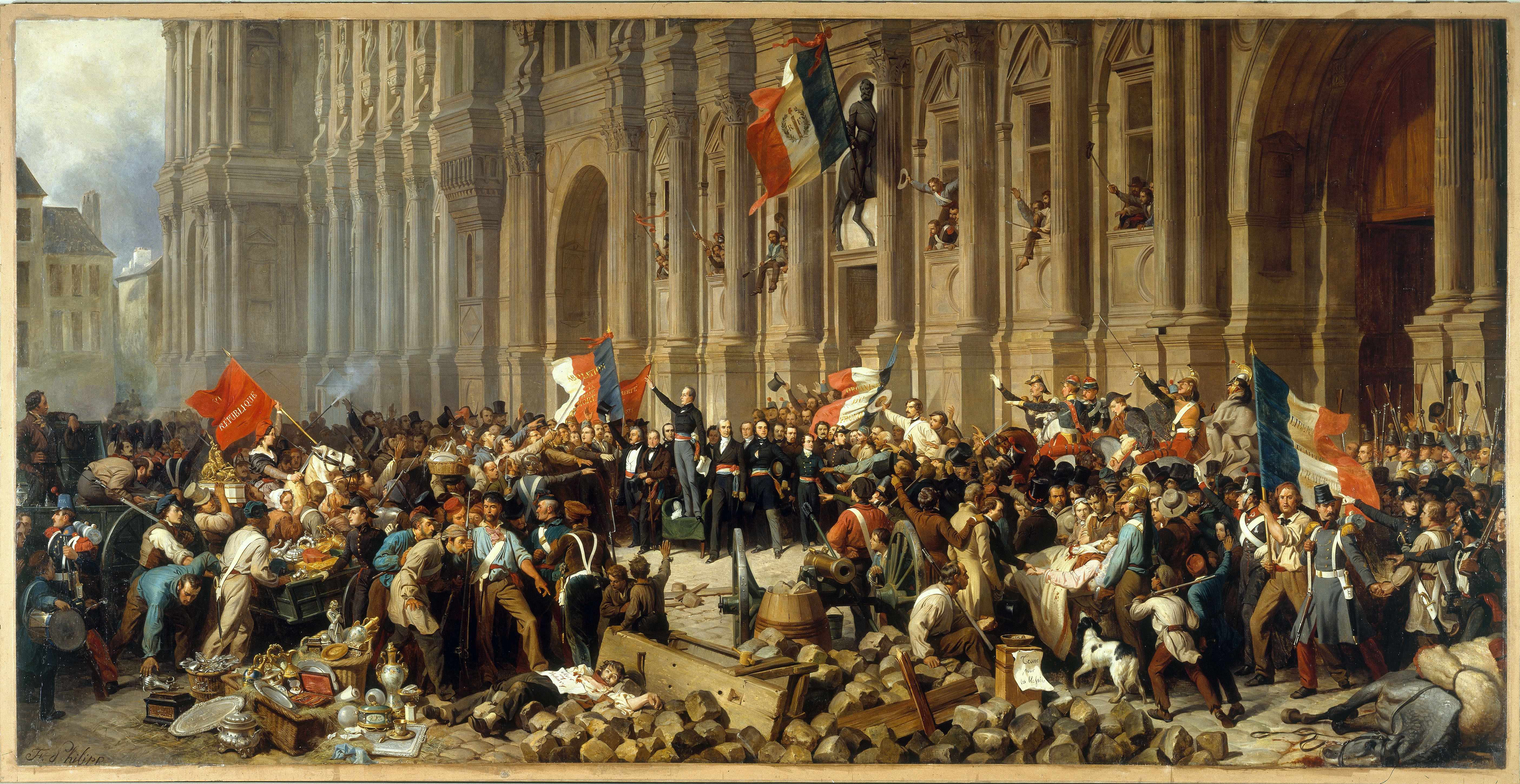
Rewolucja lutowa 1848

Pierwszym krajem, w którym wybuchła rewolucja, była Francja. Jeszcze przed wybuchem rewolucji rozpoczęła się kampania na rzecz reformy wyborczej. Na wielu dziedzińcach Paryża zorganizowano bankiety, a przy okazji wznoszenia toastów wygłaszano mowy polityczne. Po rewolucji lipcowej tron francuski objął Ludwik Filip I, pochodzący z bocznej linii Burbonów Orleańskich. Bardzo trudne warunki życia, nędza proletariatu i rosnąca liczba bezrobotnych (ok. 30 000) były przyczyną częstych demonstracji biedoty i robotników, z których najważniejsze (i najkrwawiej stłumione) to I i II powstanie lyońskie (odpowiednio w 1831 i 1834 roku). Żądano ochrony praw robotników oraz zmiany dotychczasowej ordynacji wyborczej. We Francji korzystało z niej do tej pory zaledwie 200 tysięcy najbogatszych obywateli.
Gdy w lutym 1848 roku podczas jednej z licznych manifestacji padł strzał (dziś trudno stwierdzić z której strony), wojsko otworzyło ogień do zgromadzonego tłumu. Padli zabici. Rozpoczęto wznoszenie barykad, a walki uliczne trwały od 22 do 24 lutego. Ludwik Filip abdykował, zaś władzę przejął rząd tymczasowy, który ogłosił Francję republiką. Nowe władze ograniczyły czas pracy do 10 godzin w stolicy (11 godzin na prowincji) i zorganizowały dla prawie 100 tysięcy bezrobotnych paryżan warsztaty narodowe. Pozwolono na organizowanie zgromadzeń i zniesiono całkowicie cenzurę. Utworzono specjalną komisję, zwaną Komisją Luksemburską, której zadaniem było czuwanie nad poprawą bytu najbiedniejszych obywateli. Jednocześnie rząd wprowadził powszechne prawo wyborcze i zagwarantował swobody polityczne. Nie pomogło to w przezwyciężeniu kryzysu gospodarczego.
W wyborach do nowego parlamentu zwyciężyli burżuazja i monarchiści. Gdy nowy rząd zlikwidował warsztaty i zdecydował o wysłaniu części bezrobotnych do pracy na prowincji, w dzielnicach zamieszkanych przez biedotę i proletariat 23 czerwca 1848 wybuchło kolejne powstanie, nazwane „dniami czerwcowymi”. Zostało ono krwawo stłumione przez wojsko i policję. Zabito kilka tysięcy ludzi, w tym 1500 jeńców, 11 tysięcy ludzi osadzono w więzieniach, a następnie prawie połowę z nich zesłano do pracy w koloniach.
Utratę poparcia republikańskich władz wykorzystał Ludwik Bonaparte, bratanek cesarza Napoleona. To on wygrał wybory prezydenckie, które odbyły się 10 grudnia 1848 roku w powszechnym głosowaniu. O jego zwycięstwie zadecydowało poparcie chłopów, wciąż przywiązanych do tradycji napoleońskich. Obietnicami wprowadzenia ładu społecznego zyskał także głosy części mieszczaństwa, a zapowiedzią wprowadzenia demokracji częściowe poparcie robotników.
W 1850 wprowadzono ustawy ograniczające prawa wyborcze, co spotkało się z niezadowoleniem. Zgromadzenie Prawodawcze wprowadzające ograniczenia było coraz bardziej niepopularne w społeczeństwie francuskim. Na wniosek Napoleona Zgromadzenie nie zgodziło się na zmianę konstytucji. W nocy z 2 na 3 grudnia 1851 Ludwik Bonaparte dokonał zamachu stanu. Wprowadzona w styczniu 1852 konstytucja była wzorowana na ustawie zasadniczej Pierwszego Cesarstwa.

## Kraje niemieckie

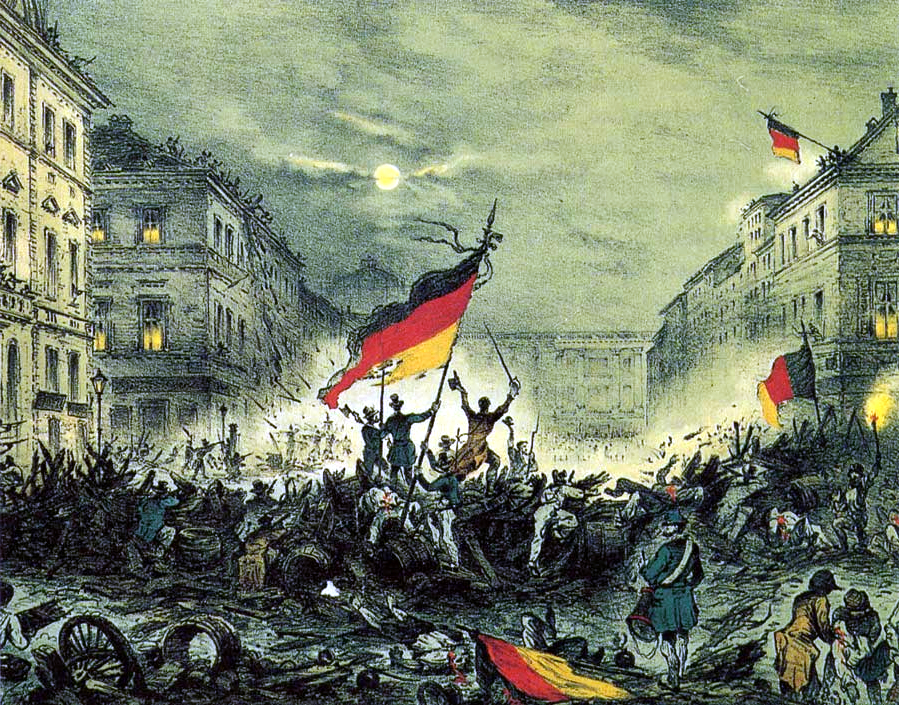
Świętujący rewolucjoniści po wygranej w marcu 1848

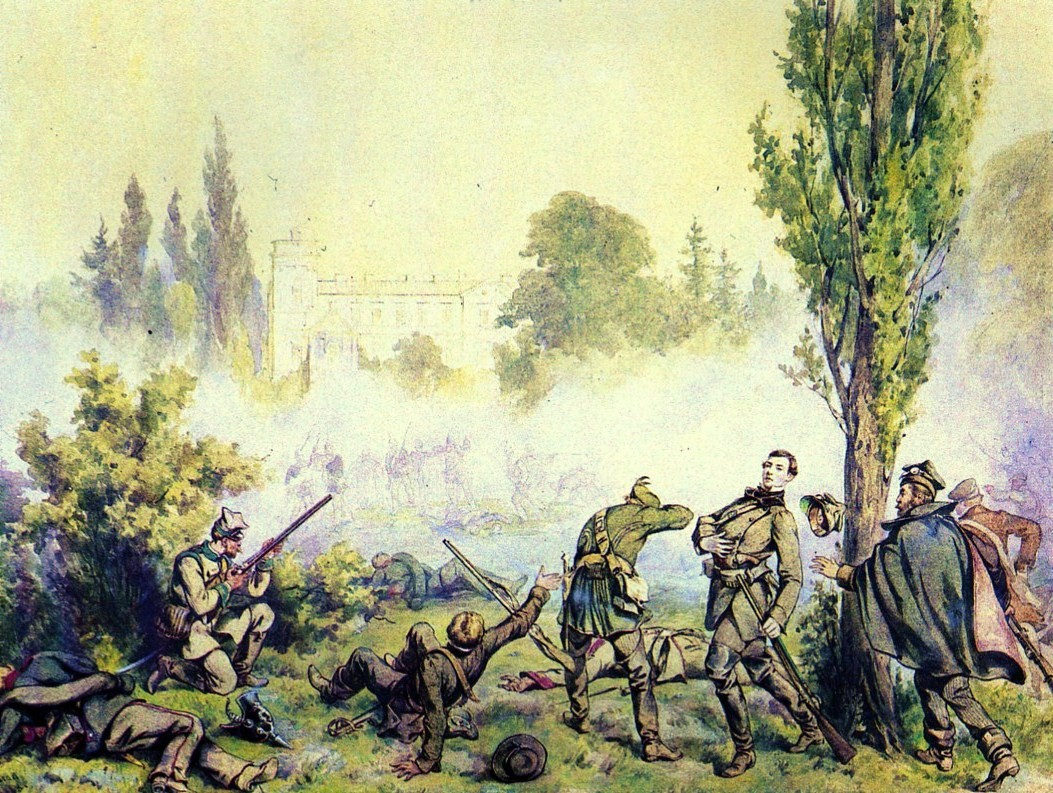
Bitwa pod Miłosławiem w czasie powstania wielkopolskiego 1848 roku

Zajścia w okresie Wiosny Ludów miały także miejsce w krajach niemieckich. Już 27 lutego w Wielkim Księstwie Badenii, doszło do zamieszek, a od Leopolda Badeńskiego żądano reform. W dniach 18–19 marca 1848 roku w Berlinie doszło do demonstracji i walk ulicznych (rewolucja marcowa). W efekcie tych demonstracji i walk 20 marca 1848 roku tłum uwolnił szereg więźniów z więzienia w Moabicie, wśród których znajdowali się Polacy: Ludwik Mierosławski i Karol Libelt.
Niepokoje społeczne wybuchły także w Wielkopolsce leżącej po rozbiorach Polski w zaborze pruskim. Na wieść o berlińskiej rewolucji marcowej 20 marca utworzono w Poznaniu Komitet Narodowy Polski, do którego przyłączyli się wypuszczeni z pruskiego więzienia działacze związani z przygotowaniami powstania wielkopolskiego 1846 roku (Ludwik Mierosławski i Karol Libelt). Komitet proklamował niepodległość, odmawiając bezpośredniego wcielenia części Poznańskiego do Królestwa Prus i przystąpił do organizacji sił zbrojnych. Naczelnym wodzem powstania został Ludwik Mierosławski. Polacy wywołali w 1848 roku kolejne, trzecie w historii powstanie wielkopolskie trwające w okresie 20 marca do 17 maja .
Wydarzenia rewolucyjne miały również miejsce w Cesarstwie Austriackim. 12 marca 1848 r. w Wiedniu doszło do poważnych zajść ulicznych. W ich efekcie cesarz Ferdynand I udzielił dymisji znienawidzonemu kanclerzowi, Klemensowi Metternichowi, wyraził zgodę na utworzenie gwardii narodowej i złożył obietnicę uchwalenia konstytucji.
W tym samym czasie w Heidelbergu trwały prace nad utworzeniem ogólnoniemieckiego parlamentu. Projekt, został pozytywnie zaopiniowany przez Radę Związku Niemieckiego. W efekcie 18 maja 1848 roku we Frankfurcie nad Menem rozpoczął swoje obrady parlament, nazwany frankfurckim.
Konsekwencją wydarzeń Wiosny Ludów w Cesarstwie Austriackim była także abdykacja cesarza Ferdynanda I i wstąpienie na tron Franciszka Józefa I, którego panowanie miało trwać aż do początku XX wieku. Nowy władca, nieobciążony żadnymi zobowiązaniami, rozpoczął pełną pacyfikację swojej monarchii.
Ostatecznie wydarzenia w Królestwie Pruskim, i w innych państwach niemieckich, zostały stłumione. Parlament ustalił projekt zjednoczenia Niemiec pod przewodnictwem Prus. Jednak na jego uchwałę z prośbą o przyjęcie korony cesarskiej król pruski, Fryderyk Wilhelm IV odparł, iż nie będzie podnosił korony z błota. Chciał w ten sposób zaakcentować, iż władzę nad całymi Niemcami przyjąć może jedynie z rąk równych mu królów i książąt niemieckich, a nie z rąk reprezentacji ludu. Wkrótce potem wojska wirtemberskie rozpędziły parlament w Stuttgarcie, gdzie pod koniec obradował.

## Kraje włoskie
W 1848 roku rewolucja wybuchła także w Królestwie Obojga Sycylii. Jego władca, Ferdynand II Burbon, nie mogąc stłumić rozruchów, wprowadził w państwie reformy polityczne i nadał mu konstytucję. Podobny przebieg miała rewolucja w Królestwie Sardynii, gdzie król Karol Albert wyraził zgodę na przeprowadzenie reform. Nawet papież Pius IX zgodził się na przyznanie praw politycznych ludności Państwa Kościelnego. Gdy jednak stanowczo odmówił zgody na zjednoczenie Włoch, w Rzymie wybuchło powstanie przeciwko jego władzy. Powstanie szybko ogarnęło pozostałe państwa włoskie, a nawet prowincje należące do Austrii – Lombardię i Wenecję. Na czele powstania stanęli Giuseppe Mazzini i Giuseppe Garibaldi. Powstańcy, pod hasłem zjednoczenia ziem włoskich, rozpoczęli walkę o wyzwolenie spod panowania austriackiego. Poparcia udzielił im władca Piemontu (Królestwa Sardynii) Karol Albert, lecz jego wojska zostały pokonane przez Austriaków pod Novarą. Wojska austriackie wkrótce przywróciły dawne porządki na północy Włoch, a w Państwie Kościelnym zaprowadziły je wojska francuskie, przysłane przez Ludwika Napoleona Bonaparte na pomoc papieżowi.

## Wiosna Ludów na Węgrzech

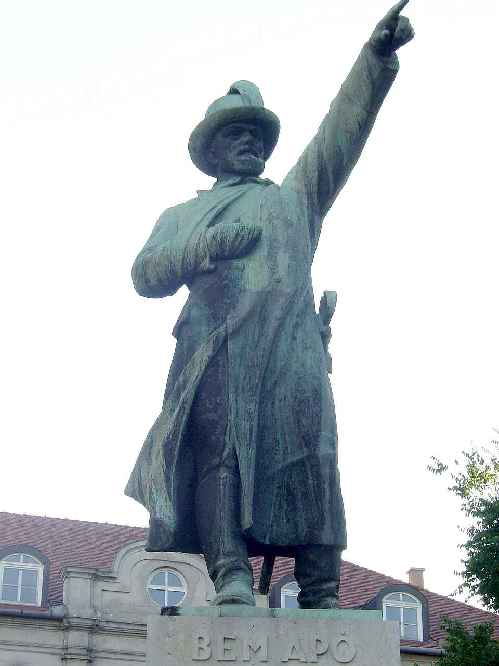
Pomnik Bema w Budapeszcie

Dwa dni po wybuchu zamieszek w Wiedniu, 15 marca 1848 r. rozpoczęło się powstanie na Węgrzech, które miało doprowadzić do wyzwolenia kraju spod panowania austriackiego. Powołano parlament i niezależny od Austrii rząd, na którego czele stanął Lajos Kossuth. Gdy tylko władzom austriackim udało się stłumić powstanie w Wiedniu, cesarz Franciszek Józef skierował wojska na Węgry. Po zajęciu Pesztu (wtedy jeszcze osobne miasto, teraźniejszy Budapeszt), ogłoszono włączenie Węgier do Austrii. W odpowiedzi na to parlament węgierski zdetronizował cesarza, któremu oficjalnie przysługiwał tytuł króla Węgier. Wojska węgierskie stanęły po stronie parlamentu i rozpoczęły walkę z wojskami austriackimi. Sytuacja powstańców pogorszyła się, gdy Cesarz Wszechrusi Mikołaj I przysłał na prośbę Franciszka Józefa 200 tys. armię rosyjską. Zobowiązywało Rosjan do tego Święte Przymierze. Dowodzone przez feldmarszałka Iwana Paskiewicza siły rosyjskie stłumiły w krwawych walkach powstanie na Węgrzech. Była to ostatnia akcja przeprowadzona w imię Świętego Przymierza.

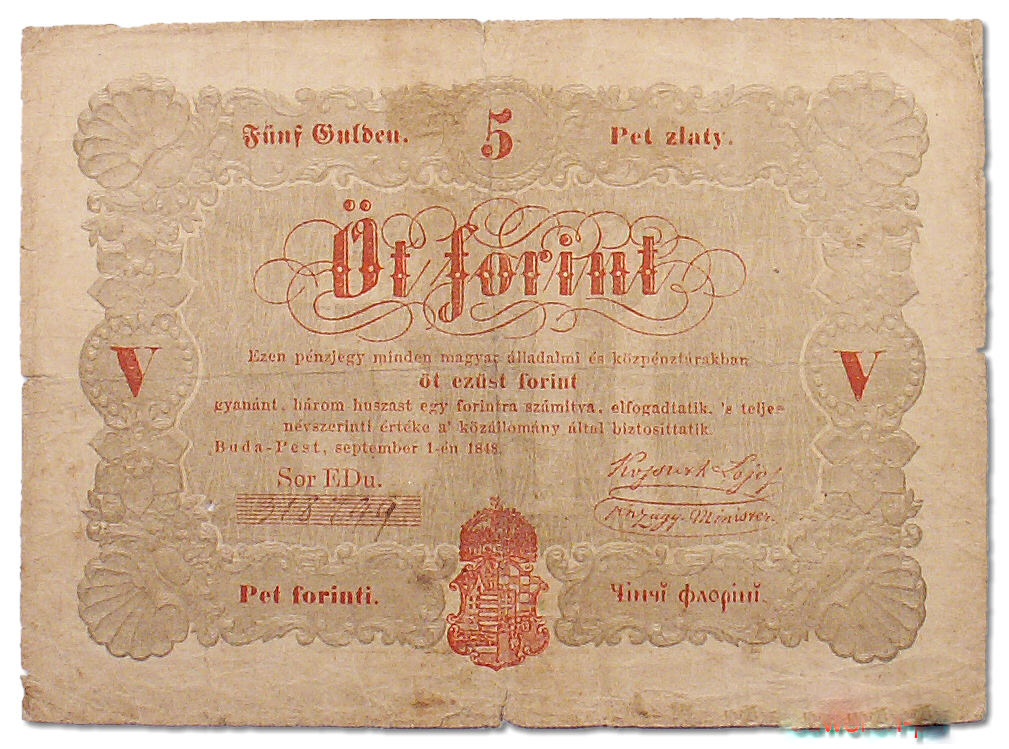
Banknot emitowany podczas Wiosny Ludów na Węgrzech

Ostatni dowódca powstania, Polak Józef Bem, ranny 9 sierpnia 1849 r. w bitwie pod Temeszwarem przeprawił się z ocalałymi oddziałami węgierskimi przez rzekę Dunaj do Turcji.

### Przyczyny
- chęć uzyskania niepodległości Węgier
- chęć poszerzenia praw dla Węgrów
- kryzys ekonomiczny
- wydarzenia rewolucyjne w całej Europie
- dążenia do uzyskania reform potrzebnych w całym kraju

Najbardziej owładnięta hasłami wyzwolenia była inteligencja (nowa epoka „Młode Węgry”, „Młoda Polska”).
Innymi przyczynami były także:
- robotnicy walczyli o lepsze warunki pracy i podwyższenie płacy a chłopi o uwłaszczenie ziem
- burżuazja walczyła o prawa polityczne, walczyła z monarchią absolutną oraz o równość wobec prawa
- wystąpienie zniewolonych narodów (Polacy i Węgrzy przeciw Austrii).

### Przebieg
Na sejmie w Preszburgu, który zaczął się 7 listopada 1847 r., wiadomość o powstaniu w Paryżu wywołała chaos, sprzeczki, a także nieukończenie projektu obiecanych reform, w założeniu mających znaleźć dobry odzew w społeczeństwie węgierskim. Szczególnie wtedy można było zauważyć rozłamy polityczne i rozdźwięk pomiędzy programami politycznymi, politycy nie potrafili połączyć się ponad podziałami, aby walczyć o dobro Węgier. Jednak w 1847 r. nie spodziewano się jeszcze rewolucji, o czym może świadczyć, iż na sejmie w listopadzie 1847 r. król Węgier – cesarz Ferdynand I wygłosił jego otwarcie w języku węgierskim.
Obrady sejmu nie miały atmosfery pozwalającej na zjednoczenie Węgier. Wtedy jednak nadeszła wiadomość, że we Francji rewolucja zwyciężyła. W związku z tym Lajos Kossuth – późniejszy lider rewolucji, oświadczył, że monarchia będzie miała dalej rację bytu gdy pójdzie zdecydowanie w kierunku konstytucyjnym i wyzwoli narody będące pod jej rządami. Wszystkie kraje będące poddane monarchii Habsburskiej powinny posiadać konstytucję, a Węgrom należy się rząd narodowy. Po tym oświadczeniu i obradach sformułowano żądania w 12 punktach, domagano się: zwoływania sejmu do Pesztu, swobód obywatelskich, zniesienia pańszczyzny, niezależnego rządu węgierskiego, uwolnienia więźniów politycznych, wprowadzenia sądów przysięgłych, utworzenia niezależnego rządu węgierskiego oraz zmian w polityce podatkowej. Publicznie czytano treść manifestu, a nawet przekonano radę miejską Pesztu do przyjęcia go w dniu 15 marca 1848 r. Dzień ten uznaje się za początek rewolucji węgierskiej, na ulice wyległo wielu ludzi, aby demonstrować swoje poparcie dla manifestu.
W marcu 1848 r. cesarz Ferdynand uległ presji węgierskich liberałów i zgodził się na utworzenie samodzielnego rządu na Węgrzech. Korzystając z rozległej autonomii, parlament w Peszcie rozpoczął reformowanie państwa („ustawy marcowe”). W ich ramach uchwalono m.in. zniesienie pańszczyzny i dziesięciny na rzecz Kościoła, wprowadzenie powszechnego podatku.
7 kwietnia 1848 utworzono gabinet ministrów złożony z dotychczasowych przywódców rewolucji Lajosa Kossutha, Bertalana Szemere, Istvána Széchenyiego, Istvána Deaka, Józsefa Eötvösa i Lajosa Batthyány’ego jako premiera. Rząd Węgier był w dużym stopniu niezależny od austriackiego, choć nie posiadał własnej armii i ministerstwa spraw zagranicznych, a także niezmieniona została osoba rządzącego, jednak mógł on wydawać rozporządzenia jedynie w porozumieniu z rządem węgierskim. Po uchwaleniu ustaw marcowych sejm preszburski rozwiązał się, następny miał się później zebrać według ustanowionej nowej ordynacji wyborczej. Jednak przyjęte reformy i zmiany nie zadowalały społeczeństwa. Ludzie zdawali sobie sprawę z tego, iż ustępstwa Habsburgów były połowiczne i niezdecydowane. Widać było, że tworząc je dbano głównie o interesy szlachty i zachowanie jej monopoli. W kwietniu przyznano Węgrom konstytucję. Dwór wiedeński był zastraszony narastającym niezadowoleniem Węgrów, dodatkowo siły cesarstwa były związane we Włoszech. W Wiedniu również trwała rewolucja. W późniejszym czasie próbowano jednak ograniczać znaczenie rządu węgierskiego, co wywołało niezadowolenie i manifestacje antykrólewskie w Peszcie. Słabością Węgier było niezdecydowanie wśród szlachty. Stare rody, a także generalicja widziały autonomię w obrębie cesarstwa. Biedniejsze warstwy domagały się całkowitej niezależności. Niekończąca się polityka obietnic i ograniczanie swobód Węgrów doprowadziły do wybuchu powstania. Walczyli w nim również Polacy, którzy nadciągali głównie z Galicji i wstępowali w szeregi powstańców jako ochotnicy. Istniał legion polski pod dowództwem gen. Józefa Wysockiego. Do wojska przyjęto również generałów Józefa Bema i Henryka Dembińskiego. Jesienią 1848 r. nowy cesarz – Franciszek Józef rozpoczął przygotowania do uśmierzenia węgierskiego ruchu narodowego. W odpowiedzi we wrześniu 1848 r. powołany został Komitet Obrony Narodowej z Lajosem Kossuthem na czele.
Pozostałym ludom mieszkającym na tym samym terenie, co Węgrzy (czyli Słowacy, Chorwaci, Serbowie, Włosi, Niemcy) nie podobała się wizja dominacji Węgrów. Węgrzy uchwalając konstytucję i powołując rząd chcieli także dominować nad innymi ludźmi narzucając im swój język i kulturę. Najbardziej nie spodobało się to Chorwatom, którzy 11 września 1848 roku rozpoczęli wojnę (wojna chorwacko-węgierska). W pierwszej fazie działań Chorwaci nie odnieśli zwycięstwa i musieli wycofać się do Wiednia. Coraz więcej osób odwracało się od polityki Kossutha, gdyż zaczął on prezentować ideę lojalizmu wobec austriackiego cesarstwa.
Rok 1849 rozpoczął się niekorzystnie dla powstańców. W tym roku wojska austriackie rozpoczęły ofensywę i zajęły Budę i Peszt. W dniu 4 marca 1849 roku na mocy manifestu ołomunieckiego Franciszek Józef włączył Węgry do ziem cesarstwa. Rząd i sejm węgierski wycofały się do Debreczyna. Pod wpływem Kossutha, 14 kwietnia 1849 r. parlament ogłosił detronizację Habsburgów i proklamował republikę. Generalicja nie wierzyła jednak w sens powstania i rozważała możliwość kapitulacji.
Ostatecznie o klęsce powstańców zadecydowała postawa Rosji. Wobec trudności ze stłumieniem powstania, Austriacy zwrócili się o pomoc do Rosji. Cesarz Wszechrusi Mikołaj I obawiał się, że gdy Węgry zwyciężą, upadnie autorytet Habsburgów. Wtedy Niemcy zjednoczyłyby się pod berłem pruskim, co dawałoby Rosji groźnego sąsiada. Prusy zachwiałyby równowagę w tej części Europy i mogłyby zająć pozycję hegemona. Cesarz Wszechrusi zdecydował się pomóc Austrii w tłumieniu powstania. W sierpniu centralne dowództwo wojsk węgierskich objął gen. Józef Bem, ale uległ Paskiewiczowi pod Temeszwarem 9 sierpnia 1849. Generalicja podjęła decyzję o kapitulacji 13 sierpnia 1849. Kossuth i grupa działaczy węgierskich, a także Bem, Wysocki i Dembiński uciekli na terytorium Turcji.

### Skutki Wiosny Ludów
Schwytani generałowie i politycy byli rozstrzeliwani. Nastąpiły represje oraz fala germanizacji. Wycofano wszystkie reformy, jakie udało się Węgrom wywalczyć, pozostawiono nierozwiązaną kwestię Węgier i ziem korony św. Stefana. Dążono do obalenia rządów absolutnych.

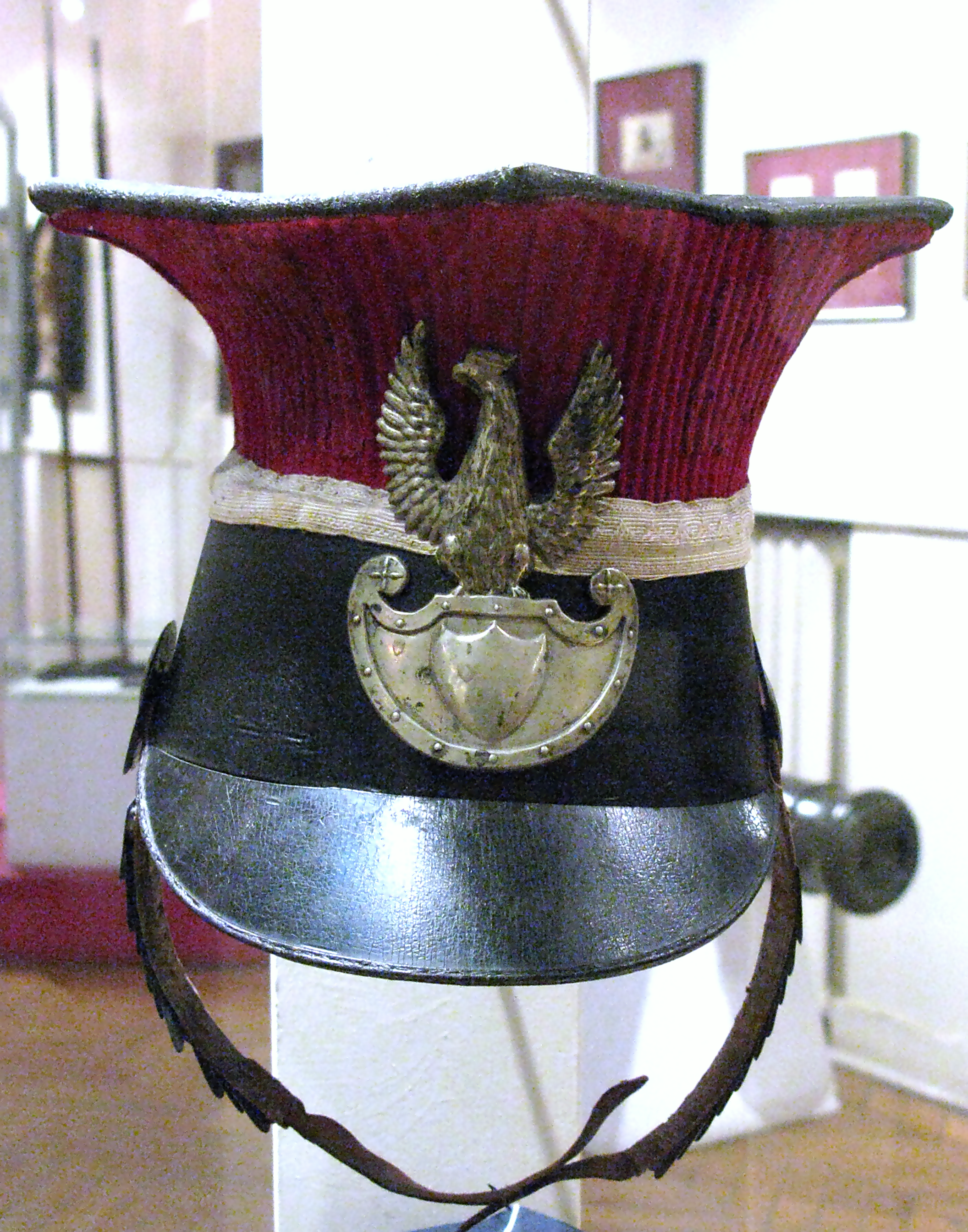
Czako członka Gwardii Narodowej we Lwowie w 1848 r.

## Wiosna Ludów na ziemiach polskich
Przyczyny wybuchu powstania w zaborze pruskim: – 1847 r.
- wpływ Wiosny Ludów w Europie Zachodniej
- przygotowania Prus do wojny z Rosją, która sprzeciwiała się zjednoczeniu Niemiec
- polityka germanizacyjna władz pruskich, antypolskie represje
- większa świadomość narodowa uwłaszczonych chłopów
- powstanie wielkopolskie (1848)
  - 20 marca 1848 r. – utworzenie Komitetu Narodowego w Poznaniu, który uzyskał od Prus zgodę na mianowanie polskich urzędników i wprowadzenie języka polskiego jako urzędowego
  - doszło do działań zbrojnych pod dowództwem Ludwika Mierosławskiego
  - rząd pruski nie dotrzymał obietnicy i nakazał likwidację oraz wysłał wojska pruskie do stłumienia powstania polskiego w Wielkopolsce
  - przewaga wojsk pruskich doprowadziła do upadku powstania
- Wiosna Ludów w Galicji:
  - 17 marca 1848 r. – w Krakowie utworzono Komitet Narodowy współpracujący z Mierosławskim
  - rząd austriacki obawiając się rewolucji wycofał wojska na Wawel, gdzie zbombardowano miasto i zmuszono do kapitulacji
  - podjęto walkę we Lwowie
  - jesienią 1848 r. władze austriackie opanowały sytuację w Galicji

Skutki Wiosny Ludów:
- pełne uwłaszczenie chłopów w zaborach pruskim i austriackim
- ożywienie kulturalno-narodowe w społeczeństwie polskim
- walka o równouprawnienie języka polskiego

## Polacy w wydarzeniach Wiosny Ludów w innych krajach europejskich
- Józef Bem – generał artylerii. W powstaniu listopadowym odznaczył się niezwykłą odwagą. Podczas Wiosny Ludów kierował obroną Wiednia, a następnie węgierskimi wojskami. Stał się węgierskim bohaterem narodowym. Po upadku rewolucji węgierskiej służył w armii tureckiej, po przejściu na islam jako Murat Pasza. Zmarł w Aleppo w Syrii, wołając: „Polsko! Polsko! Ja Cię już nie zbawię!”
- Wojciech Chrzanowski – dowódca sił piemonckich pod Novarą w 1849 r. Były uczestnik powstania listopadowego.
- Henryk Dembiński – głównodowodzący armią węgierską w powstaniu 1849 roku.
- Ludwik Sułkowski – członek bielskiego Towarzystwa Demokratycznego, twórca i komendant Gwardii Narodowej w Bielsku. Po zorganizowaniu w październiku 1848 wyprawy na Wiedeń aresztowany. Zdoławszy zbiec przebywał na emigracji w Szwajcarii i Stanach Zjednoczonych.
- Maksymilian Sułkowski – w marcu na terenie rodzinnego majątku w Słupnej nad Przemszą organizował oddział strzelców dla mającego wybuchnąć powstania w Krakowie. Zginął 6 października 1848 w Wiedniu, dowodząc oddziałem zrewoltowanych mieszczan, podczas ataku na Arsenał przy Renngasse.

## Bilans Wiosny Ludów
- objęła swym zasięgiem kraje Europy pod hasłem rewolucji francuskiej: „Wolność – równość – braterstwo”
- wkroczyła na arenę polityczną klasa robotnicza, która walczy o „republikę socjalną” i „sprawiedliwość społeczną”
- wzrosło znaczenie burżuazji po kapitalistycznych przeobrażeniach w Europie, jednocześnie zwiększył się jej strach przed robotnikami i ich aspiracjami politycznymi
- ostatecznie (poza Rosją) zniknęła pańszczyzna
- wprowadzono rządy konstytucyjne w wielu krajach Europy, poszerzono swobody obywatelskie
- wydarzenia te stały się mocnym doświadczeniem dla wszystkich narodów walczących o zjednoczenie i niepodległość oraz podwaliną ruchów niepodległościowych w latach następnych
- zmalał autorytet „Świętego Przymierza”